# Ропа (Малопольское воеводство)

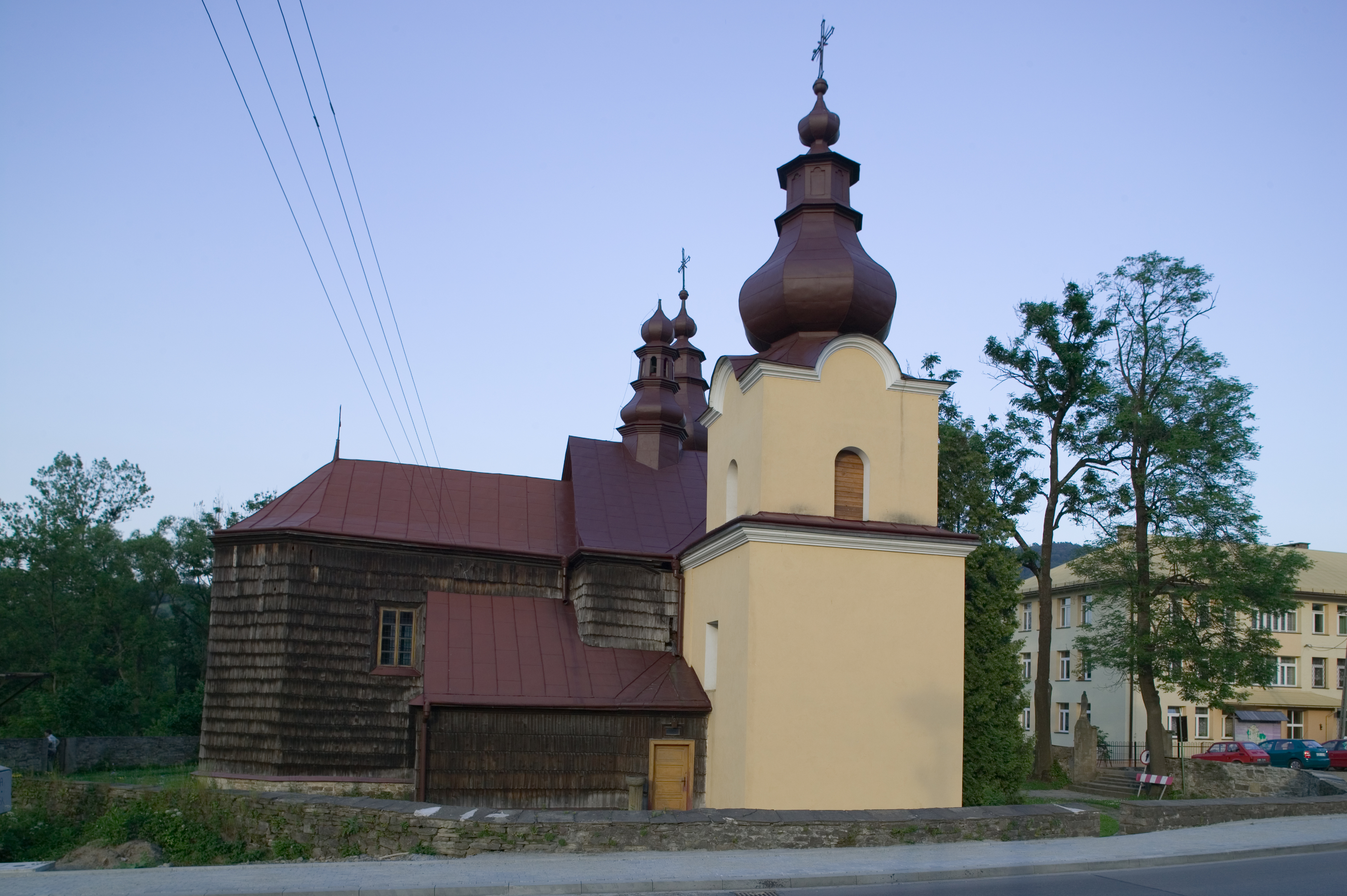
Церковь святого Михаила Архангела, Ропа, Польша

Ро́па (русин. Ропа, пол. Ropa) — село в Польше, находящееся в Горлицком повяте Малопольского воеводства. Административный центр гмины Ропа.

## География
Село находится в 11 км от города Горлице и в 95 км от Кракова.

## История
Село было основано в XIV веке привилегией польского короля Казимира Великого в статусе немецкого права. В 1393 году село перешло в собственность шляхетского рода Гладыш. В 1530 году в окрестностях села было обнаружено нефтяное месторождение. С XIX века здесь действовало нефтедобывающее предприятие, которое прекратило своё существование в конце XIX века.
До 1947 года большинство населения села составляли лемки. После Второй мировой войны часть лемков перебралась на Украину в окрестности Львова и Тернополя, а другую часть во время операции «Висла» переселили в западную часть Польши. В настоящее время большинство населения составляют поляки.
В 1975—1998 годах село Ропа административно входило в Новосонченское воеводство.

## Достопримечательности
- Барочно-классическая шляхетская усадьба 1803 года постройки;
- Воинское кладбище № 72 (Ропа) — воинское захоронение времён Первой мировой войны. Памятник Малопольского воеводства.
- Церковь святого Михаила Архангела 1761 года постройки.